# カタリン・ヒルダン
カタリン・ヒルダン（ルーマニア語: Cătălin Hîldan, 1976年2月3日 – 2000年10月5日）は、ルーマニア・イルフォヴ県出身のサッカー選手。ルーマニア代表だった。ポジションは守備的ミッドフィールダー。

## 経歴

### クラブ
イルフォヴ県のブラネシュティに生まれ、8歳の時に兄弟とともにオリンピアというラグビークラブでスポーツを始めた。2年後の1986年夏にはFCディナモ・ブカレストの下部組織に加入し、フローレンティン・ペトレ、ミハイ・タララチェなどとともにプレーした。1994年10月2日、FCステアウア・ブカレストとのエテルヌル・ダービーでトップチームデビューした。デビューから数ヶ月後にはディヴィジア2（2部）のオツェルル・トゥルゴヴィシュテにレンタル移籍し、1995-96シーズン終了後のディヴィジア1（1部）昇格に貢献した。1996年夏にはコルネル・ディヌ監督によってディナモに呼び戻され、数年後には「レッド・ドッグス」のキャプテンに就任した。1997-98シーズンはライバルのステアウアなどに次ぐ6位、1998-99シーズンはFCラピド・ブカレストに次ぐ2位に終わったが、1999-2000シーズンのディナモはアドリアン・ムトゥなどを擁し、9年ぶりのリーグ優勝を果たした。

### 代表
1999年にはルーマニア代表デビューし、2000年2月4日のジョージア戦 (1-1) ではルーマニア代表の通算900得点目となる自身初得点を決めた。同年夏にはUEFA EURO 2000に出場するメンバーに選出されたが、1試合も出場せずに大会を終えた。

### 死去とその後
2000年10月5日、ディナモの一員としてオルテニツァで行なわれたFCオルテニツァとの親善試合に出場したが、74分に心停止を起こしてグラウンドに倒れ、そのまま死去した。満24歳。
ヒルダンが着けていた背番号11はディナモの永久欠番となった。スタディオヌル・ディナモの北スタンドはヒルダンの功績を称えてカタリン・ヒルダン・スタンド (Peluza Cătălin Hîldan) と名付けられ、ヒルダン自身はディナモのファンに「最高のキャプテン」と呼ばれている。ディナモの試合では毎試合、ヒルダンを称えるチャントが歌われる。試合前にヒルダンのコレオグラフィがスタンドに浮き上がることもある。

## タイトル
- リーガ1 : 1回

1999-2000
- クパ・ロムニエイ : 1回

1999-2000